# 伊库维姆牌铭

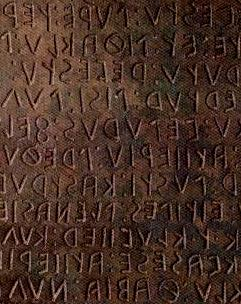
銅板之一。

伊库维姆牌铭（Tabulae Iguvinae）是在1444年被伊库维姆（古比奥）当地的一个农民发现，随后在1456年卖给了市政府，现在保存在古比奥城的领事大楼的市立博物馆。
它由七块青铜金属板构成，其中五块是双面书写的，另两块只有一面，总共十二块板面。用拉丁字母和翁布里亚字母（近似于古意大利字母），记录复杂的驱魔和赎罪仪式。
第一部分铭牌（第一面到第四面）大致刻于公元前三或二世纪，用翁布里亚字母书写。第六面和第七面用拉丁字母书写，铭刻时间可以上溯到公元前一世纪，第五面刻板却不同，正面和背面前七行用翁布里亚字母书写，而背面8到18行用拉丁字母书写。用翁布里亚字母书写的板面属于古翁布里亚时期，用拉丁字母书写的板面属于新翁布里亚时期。
牌铭原文写成时间可能要更早，可是上溯到公元前七到八世纪，翁布里亚字母没有o,g,d，书写时经常用p替换b，ř从古翁布里亚时期到了新翁布里亚时期转变为rs。
伊库维牌铭是翁布里亚语和语法研究仅有的原始材料，更是研究翁布里亚人宗教和宗教行为的唯一资料，牌铭是用类似于拉丁语的萨图尔尼奥体（Saturnio）的一种诗文韵律写的。除了古比奥城当地博学著名的历史学者加布里埃尔伯爵于1580年出版的第一套牌铭印刷版，对牌铭进行最早的研究就是二十世纪的意大利语言学家贾科莫·德沃托（Giacomo Devoto），他曾写道：“它是整个古典史中最重要最古老的文献，在拉丁语和希腊语中都不曾发现类似的经典，能够媲美的只有东方的文学典籍”。
牌铭另外记录有弗拉特雷斯·阿迪尔蒂（Fratres Atiedii）祭司学校的规定，弗拉特雷斯·阿迪尔蒂祭司学校是由12名祭司组成的祭司团，他们敬拜朱比特神。